# Гутт, Камиль
Камиль Гутт (фр. Camille Gutt; 14 ноября 1884, Брюссель, Бельгия — 7 июня 1971, там же), урождённый Камиль Гуттенштейн (фр. Camille Guttenstein) — бельгийский экономист, политик и промышленник, первый директор-распорядитель Международного валютного фонда (МВФ) с 1946 по 1951 год. Известен как архитектор плана денежной реформы, который способствовал восстановлению экономики Бельгии после Второй мировой войны.

## Ранние годы
Родился в Брюсселе в семье Макса Гуттенштейна и Мари-Поль Швейцер. Гуттенштейн-старший переехал в Бельгию из Австро-Венгрии в 1877 году и стал бельгийским гражданином в 1886 году. Посещал среднюю школу при Королевском атенеуме в Икселе. Гутт получил докторскую степень в области юриспруденции и степень магистра политических и социальных наук в Свободном университете Брюсселя (ULB). Во время учёбы он познакомился с Клэр Фрик, на которой женился в 1906 году. У низ родились трое сыновей: Жан-Макс (1914—1941), Франсуа (1916—1944) и Этьен (1922—2011). Несмотря на еврейское происхождение Гутт был протестантом.

## Карьера
Камиль Гутт работал в различных отраслях промышленности, в таких крупных компаниях как Société Générale de Belgique и Groupe Empain, а также занимался политиков. Гутт сотрудничал с Жоржем Тёнисом во время Первой мировой войны, а затем с 1920 по 1924 год во время его первого премьерства. Позже Гутт также работал на дипломата Эмиля Франки. Камиль Гутт был министром финансов Бельгии в 1934—1935 и 1939—1940 годах, министром финансов, экономики и дорожного движения в 1940—1942 годах, министром финансов и экономики в 1942—1943 годах и министром финансов в 1943—1944 годах в бельгийском правительстве в изгнании в Лондоне.
Гутт отвечал за спасение бельгийского франка до и после Второй мировой войны. Перед войной он спас бельгийскую валюту, тайно переведя золотой запас бельгийского национального банка вне досягаемости нацистов. После войны он стабилизировал курс бельгийского франка и предотвратил инфляцию с помощью так называемой операции Гутта. Камиль Гутт также сыграл важную роль в становлении Бенилюкса и тем самым внёс свой вклад в формирование Европейского союза:4.

## Награды
- Великий кордон ордена Леопольда (Бельгия)[10]
- Кавалер Большого креста Ордена Оранских-Нассау (Нидерланды)
- Кавалер Большого креста Ордена Дубовой короны (Люксембург)
- Кавалер Большого креста Ордена Заслуг (Великобритания)
- Великий офицер ордена Почетного легиона (Франция)

## Избранные публикации
- ——— (1947), The International Monetary Fund and Its Functions, Proceedings of the Academy of Political Science, 22 (2): 49–56, doi:10.2307/1173022
- ——— (1948), Exchange Rates and the International Monetary Fund, Review of Economics and Statistics, 30 (2): 81–90, doi:10.2307/1928786.